# Бургария
Бургария, Бургàрия, Бургарѝя, а също и Булгарѝя (на италиански: Burgaria, Burgària, Burgarìa, Bulgaria) е ранносредновековно феодално контадо в периода 6 – 15 век. То съответства на сегашната западна и северозападна територия на Метрополен град Милано в Северна Италия или т. нар. Alto Milanese: територията на Ломбардия, включваща северозападната част на Метрополен град Милано, южната част на Провинция Варезе и някои общини на Провинция Комо. То е едно от няколкото контадо, на които се дели Обертиновата марка (Маркграфство Източна Лигурия) под господството на лангобардите и франките.
Зависи от лангобардите от 6 век до 774 г., от Каролингската империя от 774 до 810 г., от Кралство Италия от 810 до 963 г., от Сеприо от 963 г. до 13 век, от Комуна Милано от 13 век до 1395 г. и от Миланското херцогство от 1395 г. до 15 век.

## Обща информация
Най-старото съществуване на Контадо Бургария (Comitatus Burgarensis) се споменава в три дипломи от 877, 890 и 919 г. сл.н.е. В завещателен акт от 877 г. пише, че сред активите, особено недвижимите имоти и земята, които завещателката Ангилберга – вдовица на император Лудвиг II оставя на манастира „Санта Джулия“ в Бреша, някои се намират в „Брунаго и Трекате в Контадо Бургария“. За разлика от другите контадо названието comitatus, приписвана на тази област, има предимно географско-политическо значение и не е задължително това да води до създаването и физическото присъствие на комити (comites) или на някаква графска династия.
През 9 век юрисдикцията на Контадо Бургария се разширява значително по двата бряга на река Тичино. Три века по-късно вероятно граничи с Кастелсеприо на север, река Тичино на запад (но може би се простира и по-далеч), Графство Милано на юг и Брианца на изток по границата, маркирана от река Севезо.
Не е ясно дали столицата на Бургария е древният Парабиаго, чиито господари са първо графовете Самбонифачо (Sambonifacio) (6 – 8 век), после техните потомци Кривели де Парабиако (Crivelli de Parabiaco) (от 9 век), или дали това селище е самостоятелна територия, като се има предвид, че в някои документи се споменава като Контадо Парабиаго (Contado di Parabiago).
И други центрове се споменават от хронистите от различните епохи като предполагаеми и/или вероятни столици на Бургария: Дайраго, споменат и като важен енорийски център, Корбета и Розате, посочени като центрове от голямо значение. Вероятно Бургария сменя местоположението си, редувайки различни селища въз основа на господството на една или друга благородническа фамилия в различните периоди от своето съществуване.

## Топоним
Има три различни тълкувания за произхода на името: двата най-вероятни идват от „бругиера“ (на италиански: brughiera) – типичен ломбардски горски пейзаж или от „българи“ (на италиански: bulgari), от които заедно с лангобардите емигрира малка група (както свидетелства и топонимът Булгарограсо в Провинция Комо); третото, най-малко вероятно, се отнася до бургундите, които се заселват в малки райони на Северна Италия по време на първите варварски нашествия (вж. Санадзаро де' Бургонди в Провинция Павия).

## Исторически сведения
Бургария възниква като автономна територия между 6 и 7 век от н.е. в периода на Лангобардското кралство и остава такава в периода 774 – 810 г. след завладяването на Италия от Карл Велики. В периода 810 – 963 г. е част от Кралство Италия.
След появата на Свещената Римска империя на германския народ преминава към Сеприо (963 г. – 13 век), тъй като в епохата на битката при Леняно е спомената като неразделна част от Графство Галарате. През 13 век територията на Бургария с главни центрове Корбета и Розате, е напълно включена в съседното Контадо Сеприо и е подчинени на юрисдикцията на неговия викарий.
Независимостта на Бургария се запазва до Мирния договор от Костанца от 1183 г. между император Фридрих I Барбароса и Ломбардската лига. След договора град Милано най-накрая успява да разшири юрисдикцията си директно върху териториите, включени в Контадо Бургария. Подобно на другите контадо в района на Милано и нейните територии продължават да поддържат свои консули, които администрират правосъдието.
Бургария става отново автономно контадо около 13 или 14 век, а след това се разпада в началото на Ренесанса. В документите от следващите векове Бургария вече не се споменава, нито предполагаемата ѝ столица Парабиаго, която преживява период на упадък.

## Енорийски окръзи
Контадо Бургария включва следните енорийски окръзи през Ренесанса:
- Корбета (Pieve di Corbetta)
- Дайраго (Pieve di Dairago)
- Парабиаго (Pieve di Parabiago)
- Розате (Pieve di Rosate)
- Казорате (Pieve di Casorate) във викариата на Бинаско
- Дечимо (Pieve di Decimo) във викариата на Бинаско
- Викариат на Сетимо (Княжество Павия)
- Оледжо (Pieve di Oleggio) (Графство Новара)
- Трекате (Pieve di Trecate) (Графство Новара)